# Матчанов, Назар Маткаримович
Назар Маткаримович Матчанов (узб. Назар Маткаримович Матчонов, Nazar Matkarimovich Matchonov; 1 января 1923, Хива, Хорезмская НСР, РСФСР, СССР — 30 июля 2010, Ташкент, Узбекистан) — советский узбекский государственный и партийный деятель, учёный-ветеринар. Председатель Президиума Верховного Совета Узбекской ССР (1970—1978). Доктор ветеринарных наук (1969), профессор (1971).

## Биография
Родился в семье кустаря. Член ВКП(б) с 1949. 

### Образование
В 1949 окончил Ташкентский институт сельского хозяйства по специальности «ветеринар». 
В 1962 в Самаркандском сельскохозяйственном институте имени В. В. Куйбышева защитил диссертацию на соискание учёной степени кандидата ветеринарных наук. Тема диссертации: «Опыт борьбы с ценурозом и эхинококкозом в Келесском массиве Ташкентской области».
В 1969 в Всесоюзном институте гельминтологии имени К. И. Скрябина Всесоюзной академии сельскохозяйственных наук имени В. И. Ленина защитил диссертацию на соискание учёной степени доктора ветеринарных наук. Тема диссертации: «Организация борьбы с ценурозом животных в масштабе Узбекской ССР и опыт ликвидации этого заболевания на территории Бухарской области». Профессор (1971).

### Трудовая деятельность
В 1949—1959 годах работал главным ветеринарным врачом райсельхозотдела, начальник ветеринарного отдела областного управления сельского хозяйства, начальник Ветеринарного управления министерства сельского хозяйства Узбекской ССР.
- 1959—1860 гг. — заместитель министра сельского хозяйства Узбекской ССР,
- 1960—1961 гг. — секретарь Бухарского обкома КП Узбекистана,
- 1961 г. — председатель исполнительного комитета Бухарского областного совета,
- 1961—1962 гг. — заместитель председателя Совета Министров Узбекской ССР,
- 1962—1965 гг. — первый секретарь Бухарского обкома КП Узбекистана,
- 1965—1970 гг. — секретарь ЦК КП Узбекистана.

С сентября 1970 по декабрь 1978 года председатель Президиума Верховного Совета Узбекской ССР, с декабря 1970 года заместитель председателя Президиума Верховного Совета СССР.
Член ЦК КПСС (1971—1981). В 1966—1978 годах — член Бюро ЦК КП Узбекистана. Депутат Верховного Совета СССР 7—8-го созывов.
С декабря 1978 года на пенсии.
- 1978—1989 гг. — директор Института зоологии и паразитологии Академии наук Узбекской ССР,
- 1989—1991 гг. — главный научный сотрудник лаборатории гельминтологии Института зоологии и паразитологии Академии наук Узбекской ССР.
- 1991-2010 гг. - Директор Республиканской ветеринарной лаборатории Республики Узбекистан и Заместителя директора.

## Награды и звания
Награждён тремя орденами Ленина (1971, 1973, 1976), орденами Трудового Красного Знамени (1965), орденом Знак Почёта (1958), а также медалями.